# NGC 7217

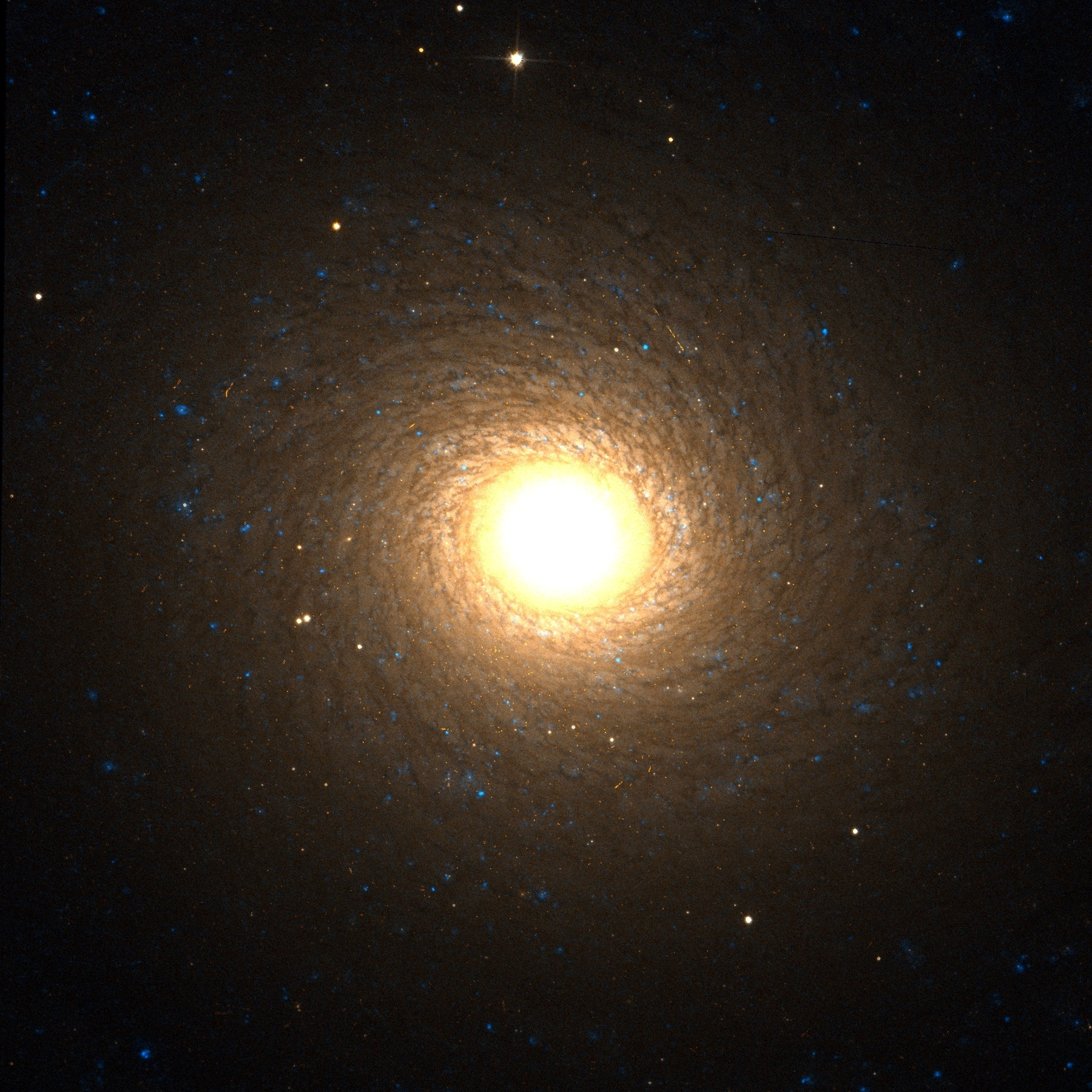
NGC 7217

NGC 7217 este o galaxie spirală nebarată din constelația Pegasus.